# 2,3-sigmatropní přesmyk
[2,3]-sigmatropní přesmyk je druh sigmatropního přesmyku. Lze jej rozdělit na dva druhy: přesmyky allylových sulfoxidů, aminoxidů a selenoxidů probíhají při neutrálním pH. Přesmyky karboaniontů allyletherů probíhají v zásaditém prostředí. Reakce probíhá takto:
Atom Y může být síra, selen nebo dusík. V případě dusíku se jedná o Sommeletův–Hauserův přesmyk při použití kvartérní amoniové soli nebo o aza-Wittigovu reakci, pokud je použit alfa-metalovaný terciární amin. Je-li Y atom kyslíku, tak se jedná o [2,3]-Wittigův přesmyk (který by neměl být zaměňován s Wittigovou reakcí). V případě, kdy je Y atom síry, tak může taková látka reagovat s thiofilem za vzniku allylového alkoholu v Mislowově–Evansově přesmyku.
[2,3]-přesmyk může vést ke vzniku vazby uhlík-uhlík. Také se používá na rozšiřování cyklů.

## Stereoselektivita
[2,3]-sigmatropní přesmyky často mají vysokou enantioselektivitu. Při tvorbě nové dvojné vazby mezi produkty výrazně převažují E-alkeny nebo trans-izomery. Stereochemie nově vzniklé vazby C-C je obtížné předvídat, může být narušena pětičlenným cyklickým meziproduktem. Z E-alkenů vznikají převážně syn- a ze Z-alkenů anti-produkty.
Diastereoselektivitu lze zvýšit pomocí alkynylových, alkenylových a arylových skupin navázaných na reaktanty. Z uhlovodíkových skupin vznikají převážně exo-meziprodukty, při použití stabilizujících skupin převážně vznikají endo-meziprodukty.